# Jan-Ole Gerster
Jan-Ole Gerster est un scénariste, acteur  et réalisateur  allemand né en 1978 à Hagen en Rhénanie-du-Nord-Westphalie (Allemagne de l'Ouest).

## Biographie
Jan-Ole Gerster déménage en 2000 à Berlin, où il fait un stage à la société de production X Filme et est impliqué en tant qu'assistant personnel de Wolfgang Becker dans le film Good Bye, Lenin!.
Il commence ses études dans les domaines de l'écriture et de la réalisation en 2003 à l'Académie allemande du film et de la télévision de Berlin. Au cours de ses études, il réalise plusieurs courts métrages et coécrit avec Wolfgang Becker le script de l'épisode Krankes Haus pour le film collectif Fragments d'Allemagne.
En 2010, il commence à travailler sur son film de clôture, la comédie dramatique Oh Boy avec Tom Schilling dans le rôle principal. Il remporte en 2012 au Filmfest München le prix du meilleur scénario du nouveau cinéma allemand.

## Filmographie (sélection)
- 2004 : Der Schmerz geht, der Film bleibt (documentaire, réalisateur)
- 2006 : Ein Freund von mir (acteur)
- 2012 : Oh Boy (réalisateur et scénariste)
- 2019 : Lara Jenkins (réalisateur)
- 2025 : Islands (réalisateur)

## Récompense
- Festival international du film de Karlovy Vary 2019 : Prix spécial du jury pour Lara[1]
- Islands : grand prix lors de Reims Polar 2025[2].

### Source
- (de) Cet article est partiellement ou en totalité issu de l’article de Wikipédia en allemand intitulé « Jan-Ole Gerster » (voir la liste des auteurs).